# Bocydium globulare
Bocydium globulare (лат.) — вид горбаток рода Bocydium из подсемейства Stegaspidinae (Membracidae).

## Распространение
Неотропика.

## Описание
Мелкие равнокрылые насекомые (около 5 мм) с большим разветвлённым спинным отростком на груди. От близких видов отличается следующими признаками: стебелёк переднего шаровидного вздутия (луковицы) грудного отростка примерно такой же длины или больше, чем диаметр передней луковицы; оковая луковица грудного отростка заметно больше передней; боковой шип грудного отростка короче или примерно равен диаметру боковой луковицы при виде сверху; боковая луковица равна или больше передней; центральная дорсальная ножка переднеспинки перпендикулярна оси тела при виде сбоку, не наклонена назад; боковая ветвь переднеспинки медиально расширена в одиночный луковидный выступ-вздутие, который может быть веретеновидным, эллипсовидным или сферическим (всего их четыре); передняя луковица заметно меньше боковой; передние луковицы стебельчатые. Дорсальная вершина центральной ножки переднеспинки расширена в луковидный выступ.

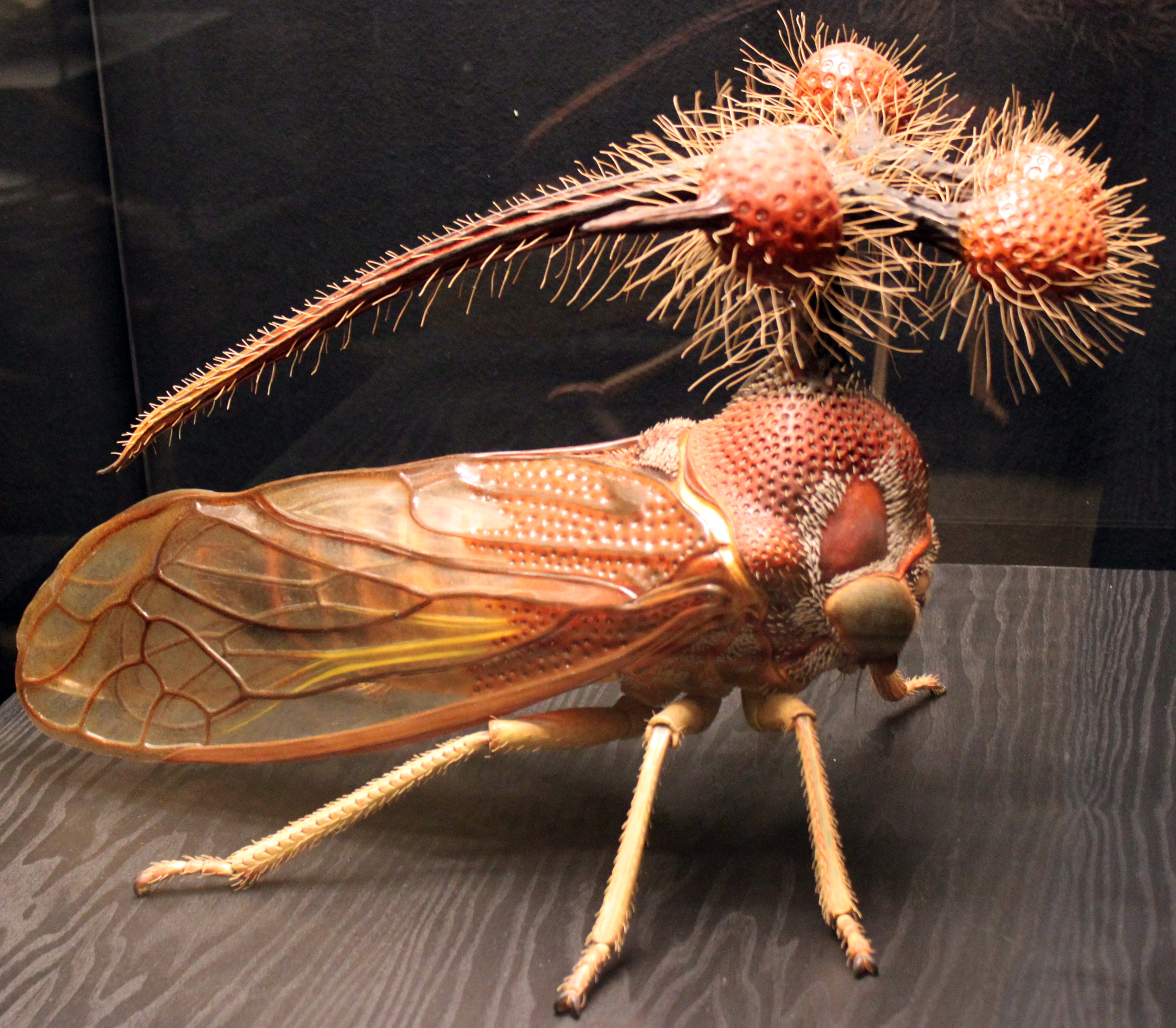
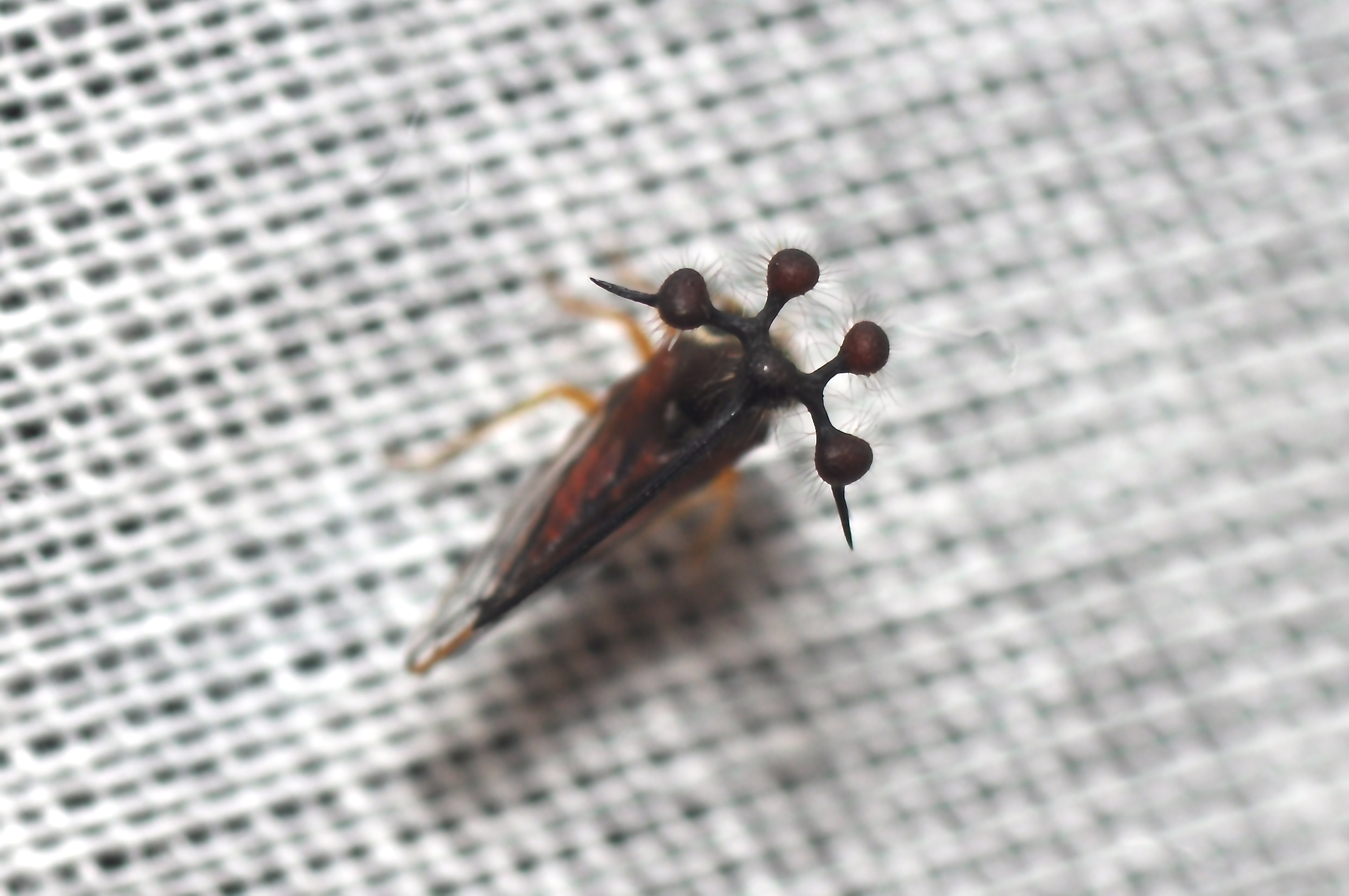
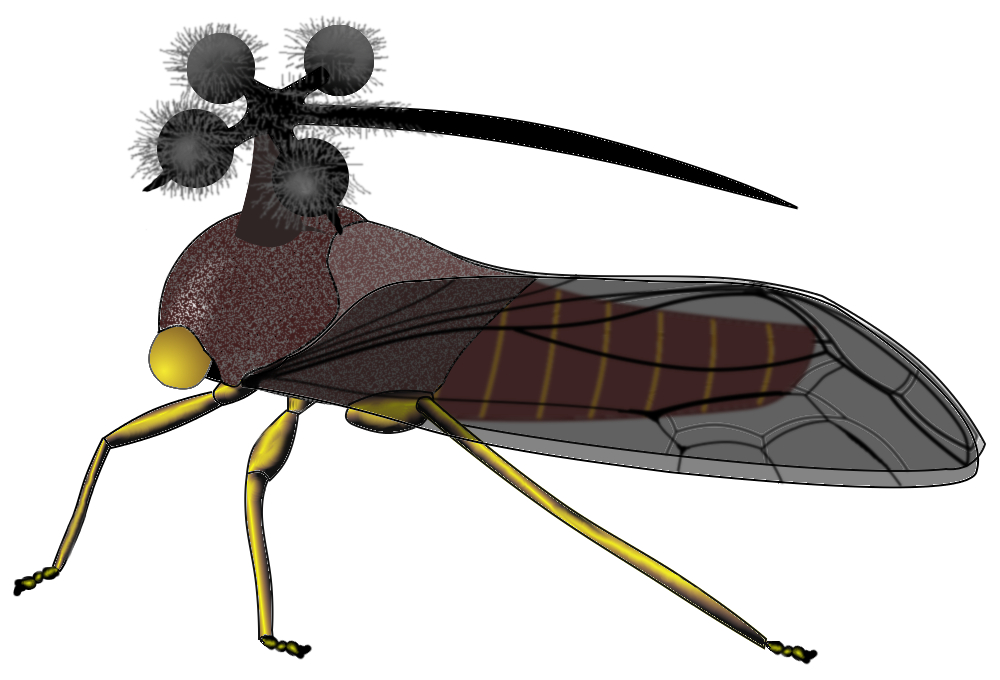